# Josephine Roe
 Josephine Robinson Roe  (* 5. Mai 1858 in Meredith (New Hampshire); † 29. April 1946 in Newton (Massachusetts)) war eine US-amerikanische Mathematikerin und Hochschullehrerin. Sie promovierte 1918 als erste Frau an der Syracuse University in Mathematik.

## Leben und Werk
Roe absolvierte 1880 die  New Hampton Literary Institution und unterrichtete vor dem Eintritt ins College mehr als ein Jahrzehnt an Schulen in New Hampshire. Zu ihren frühen Lehraufträgen gehörten etwa fünfzehn Monate lang Lehrerin an öffentlichen Bezirksschulen in New Hampshire, von 1880 bis 1882 Schulleiterin der High School in Laconia (New Hampshire) und Lehrerin an der New Hampton Literary Institution.  1890 begann sie das Studium der Mathematik am Oberlin College und erhielt 1894 den Bachelor-Abschluss in Mathematik.  Anschließend unterrichtete sie Latein an der Kimball Union Academy in Meriden, New Hampshire. 1897 wurde sie an das Berea College in Kentucky berufen, wo sie Latein, englische Literatur und Mathematik unterrichtete. Sie war dort Direktorin der Damenabteilung und von 1897 bis 1901 amtierende Professorin für Mathematik, von 1901 bis 1907 Dekanin der Frauen und von 1901 bis 1911 Professorin für Mathematik. Während der Sommermonate studierte sie von 1907 bis 1911 am Dartmouth College und erhielt 1911 einen Master-Abschluss in Mathematik. Nach ihrer Heirat 1911 mit dem Mathematikprofessor Edward Drake Roe verließ sie das Berea College und studierte Mathematik an der Syracuse University. 1918 promovierte sie dort im Alter von 60 Jahren als erste Doktorandin in Mathematik mit der Dissertation: Interfunctional Expressibility Problems Symmetric Functions. Sie unterrichtete danach als Assistenzprofessorin an der Syracuse University, war Mitglied verschiedener mathematischer Organisationen und auch der American Astronomical Society, da sie ihren Ehemann bei der Forschung in seinem privaten Observatorium unterstützt hatte.

## Mitgliedschaften
- American Mathematical Society
- American Astronomical Society
- American Association for the Advancement of Science
- Phi Beta Kappa
- Sigma Xi

## Veröffentlichungen (Auswahl)
- 1917: Interfunctional expressibility problems of symmetric functions. Bull. Amer. Math. Soc. 23
- 1917: Interfunctional expressibility problems of symmetric functions (Second paper). Bull. Amer. Math. Soc. 24
- 1918: Interfunctional expressibility problems of symmetric functions (Third paper). Bull. Amer. Math. Soc. 25